# Duplicatus

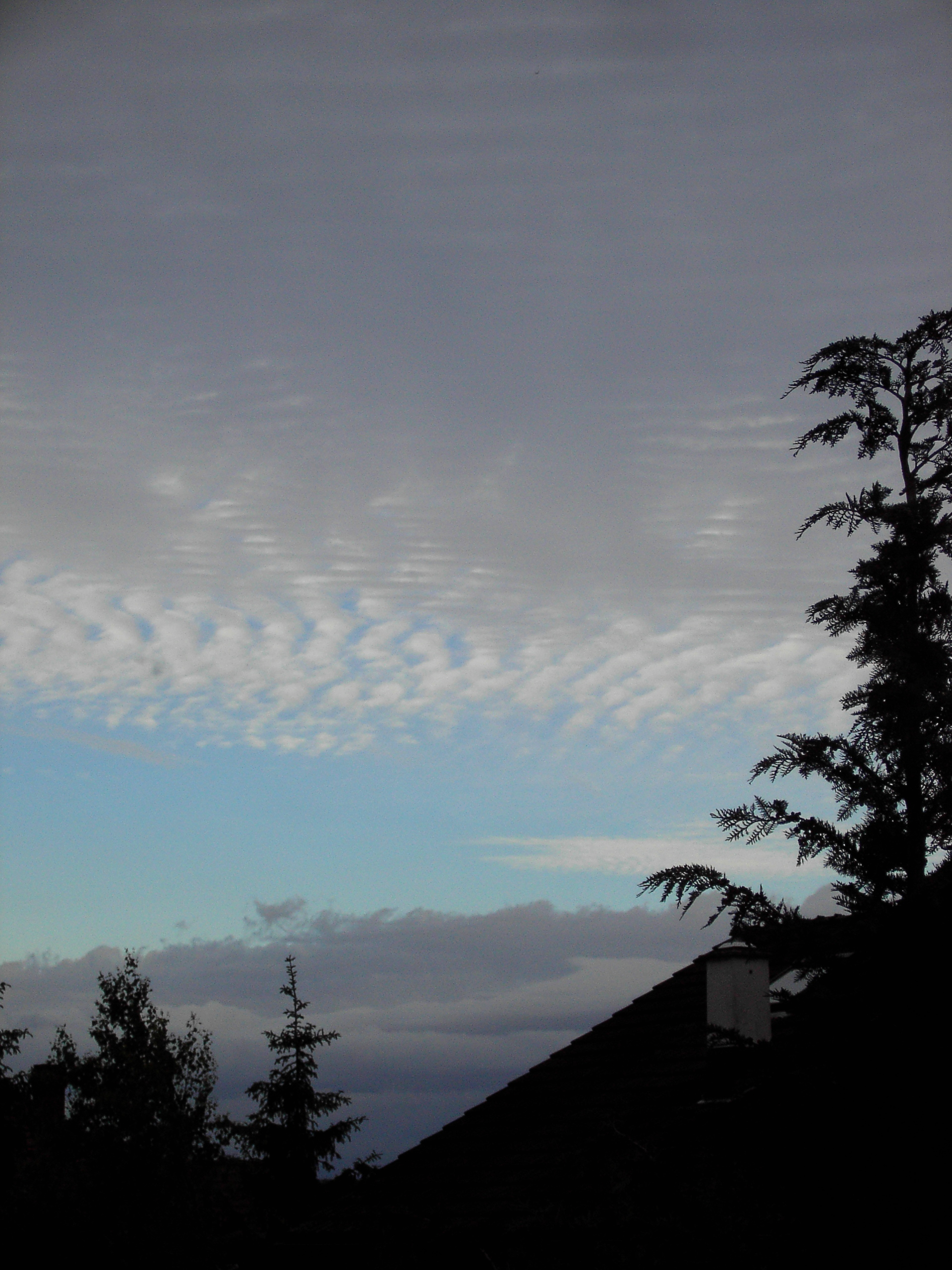
Altocumulus duplicatus undulatus, zwei übereinander liegende Schichten

Duplicatus (du) (lat. „verdoppelt“) sind dicht übereinander angeordnete Wolkenflecken, -felder oder -schichten, die manchmal teilweise miteinander verwachsen sind. Diese Bezeichnung wird hauptsächlich bei Cirrus, Cirrostratus, Altocumulus, Altostratus und Stratocumulus angewendet. Von Boden aus ist sie nur in seltenen Fällen zu erkennen, etwa wenn die untere Wolkenschicht Löcher aufweist.